# Sulcophanaeus carnifex
Sulcophanaeus carnifex là một loài bọ cánh cứng trong họ Bọ hung (Scarabaeidae).